# Rapistrum
Rapistrum é um género botânico pertencente à família Brassicaceae.
Rapistrum rugosum = Mostarda do campo
1.hábito: herbácio
2.Folha:a)simples
b)nervação peninérvia
c)filotaxia:alterna
3.Simetria:radial (actinomorfa)
Cálice:4 peças, livres   Corola:4 peças, livres
bispóricas
ovário súpero, um só óvulo